# الهرشیات
ال-هرشیات یک منطقهٔ مسکونی در یمن است که در استان حضرموت واقع شده‌است.